# 대한민국 민법 제531조
대한민국 민법 제531조는 격지자간의 계약성립시기에 대한 민법 채권법 조문이다.

## 조문
제531조(격지자간의 계약성립시기) 격지자간의 계약은 승낙의 통지를 발송한 때에 성립한다.

第531條(隔地者間의 契約成立時期) 隔地者間의 契約은 承諾의 通知를 發送한 때에 成立한다.

## 해설
민법은 격지자 사이의 계약 성립시기에 관하여 제531조의 특별규정을 두고있다.
그 규정은 격지자 사이의 계약에 있어서의 승낙은 발송한 때에 효력이 생기게 된다.
그런데 민법은 다른 한편으로 승낙이 승낙기간 또는
상당한 기간내에 도달되는것을 요구하고있다.
그리하여 승낙은 승낙기간 또는 상당한 기간 내에 도달하지 못하는 것을 해제조건으로 하여 발송할 때 효력이 생긴다고 해석하여야한다
대화자 사이의 계약의 성립시기에 관하여는 특별규정이없다.
따라서 거기에는 도달주의의 원칙이 그대로적용되어,
승낙은 도달한 때에 효력이 발생하고,계약도 그때
성립한다고 해석된다

## 참고 문헌
- 오현수, 일본민법, 진원사, 2014. ISBN 978-89-6346-345-2
- 오세경, 대법전, 법전출판사, 2014 ISBN 978-89-262-1027-7
- 이준현, LOGOS 민법 조문판례집, 미래가치, 2015. ISBN 979-1-155-02086-9